# بالگردگاه کلاکاماس شهرستان ردسویلس
بالگردگاه کلاکاماس شهرستان ردسویلس (به انگلیسی: Clackamas County Redsoils Heliport) یک فرودگاه خصوصی است . این فرودگاه در کشور ایالات متحده آمریکا قرار دارد و در ارتفاع ۱۴۳ متری از سطح دریا واقع شده‌است.